# Renanthera matutina
Renanthera matutina är en orkidéart som först beskrevs av Jean Louis Marie Poiret, och fick sitt nu gällande namn av John Lindley. Renanthera matutina ingår i släktet Renanthera och familjen orkidéer. Inga underarter finns listade i Catalogue of Life.

## Bildgalleri

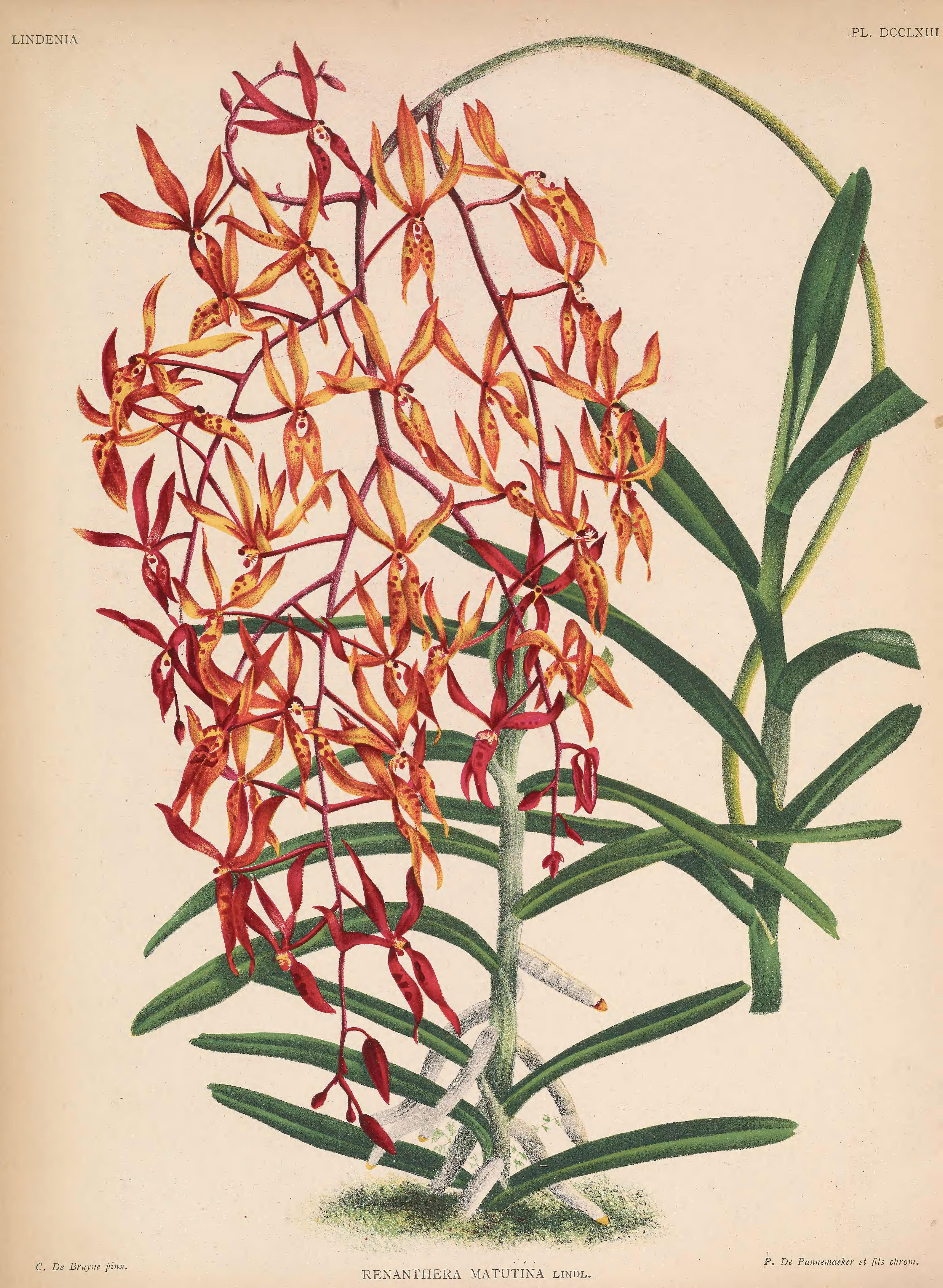
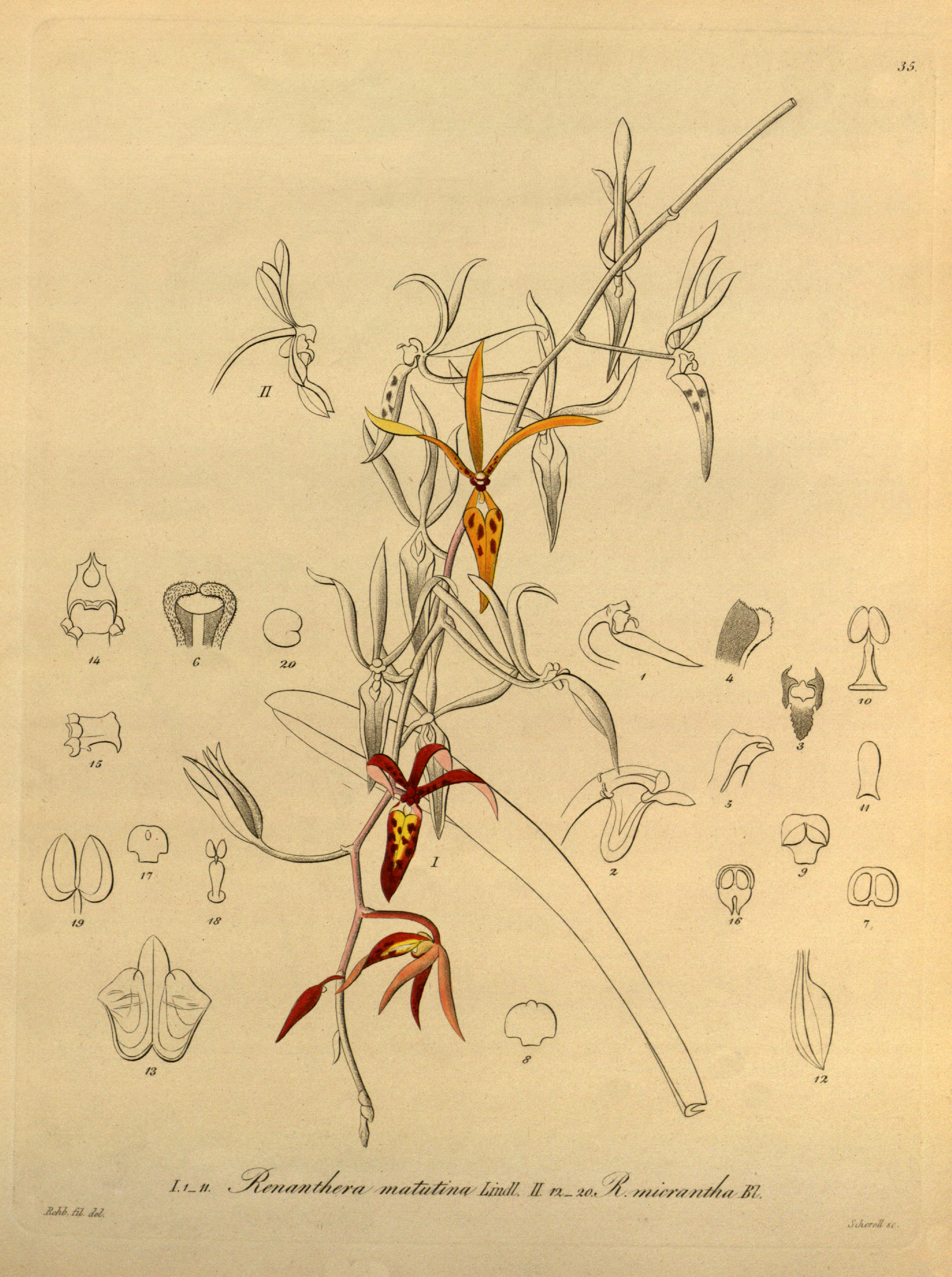